# Al Bandari bint Abd al-Aziz Al Sa'ud
al-Bandarī bint ʿAbd al-ʿAzīz Āl Saʿūd (in arabo البندري بنت عبد العزيز آل سعود‎?; 1928 – Riyad, 8 maggio 2008) è stata una principessa saudita.

## Primi anni di vita
Al Bandari è nata nel 1928. Era figlia di re Abd al-Aziz e di sua moglie, Jawhara bint Sa'ad bin Abdul Muhsin Al Sudairi. La madre apparteneva all'importante famiglia Al Sudairi. Inizialmente, era sposata con Sa'd bin Abdul Rahman, un fratello di re Abd al-Aziz. Dopo la morte del primo marito, nel 1916, si è sposata con lui. Al Bandari ha avuto tre fratelli germani: Sa'd, Musa'id e Abd al-Muhsin

## Vita personale
La principessa era sposata con Bandar bin Muhammad bin Abdul Rahman Al Sa'ud, proprietario della Banca Rupali. Il padre di Bandar, Muhammad, era fratellastro di re Abd al-Aziz.

## Morte e funerale
Al Bandari è morta l'8 maggio 2008, all'età di 80 anni, all'Ospedale Specialistico Re Faysal di Riad. Le preghiere funebri si sono tenute, dopo la preghiera del tramonto, presso la moschea Imam Turki bin Abd Allah della città. Messaggi di cordoglio sono stati inviati a re Abd Allah e alla famiglia reale saudita da Sabah IV al-Ahmad al-Jabir Al Sabah, emiro del Kuwait, Qabus dell'Oman, Hamad bin Isa Al Khalifa, re del Bahrein, Hamad bin Khalifa al-Thani e Tamim bin Hamad al-Thani, emiro e principe ereditario del Qatar.